# Lagorchestes
Genre
Les lièvres-wallabies ou Lagorchestes forment un genre comprenant quatre espèces. Sur ces quatre espèces, deux sont disparues.
- Lagorchestes asomatus - Lièvre-wallaby du centre (disparu);
- Lagorchestes conspicillatus - Lièvre-wallaby à lunettes photo;
- Lagorchestes hirsutus  - Lièvre-wallaby de l'ouest photo;
- Lagorchestes leporides - Lièvre-wallaby de l'est (disparu).